# Candice Patton
Candice Kristina Patton (Jackson, 24 de junho de 1988) é uma atriz estadunidense. Seu papel mais renomado e conhecido é Iris West, em The Flash.

## Biografia
Candice nasceu em Jackson, Mississippi, em uma família de artistas. Sua mãe Arianna Jackson era uma artista de ópera que apresentou muitos dramas musicais no teatro em sua vida. Seu pai Paul Patton era um engenheiro de profissão, mas também um músico incrível. Ariana e Paul  se conheceram durante uma dessas apresentações, e logo começaram a namorar. Antes de se casar em 1980, sua mãe já tinha o primeiro filho; Adrian, que também é um artista de teatro. Depois que Candice nasceu, seus pais começaram a ter problemas no relacionamento e quando ela tinha 5 anos, se divorciaram. Ela tinha contato com seu pai e muitas vezes passou a viver com ele por alguns dias.
Sua mãe levou as crianças para Plano,Texas, onde foram criadas em um lugar comparativamente menor. Um americana por nacionalidade, ela pertence à etnia negra e foi nascida e criada como cristão. Tem ascendência parental mista Europa e África.

## Carreira
Crescendo com seu irmão, ela frequentou a Escola St. Pauls em Plano e logo começou no drama e na atuação. Sua capacidade de retratar papéis com tanto realismo impressionou muitos. Assim, ela também apareceu em alguns programas de TV locais e tocou em teatros no Texas também. Após sua graduação, ela foi estudar na Southern Methodist University, e completou o seu nível de Bacharel em Belas Artes; Com Drama sendo seu forte e mudou-se para Los Angeles pouco depois. Durante seus dias na faculdade, foi escolhida por um grupo chamado Young and the Restless para uma competição Soap Star Contest.  O concurso, que foi organizado pela CBS, aprovou seu desenvolvimento e ela voou para Los Angeles e se juntou ao elenco e equipe. Foi seu primeiro grande passo. Em seguida, ela passou para o elenco da NBC em The Game, onde ela deu vida a uma menina do ensino médio chamada Alice.
Ela também apareceu em About a Boy, após  sua primeira aparição em um filme. Em 2011, ela atuou em The Craigslist Killer (2011). Seu filme recente, The Guest, que foi lançado recentemente em 2014, atuando em um papel diferente do que costumava interpretar.
Apareceu  como Iris West no piloto de The Flash para The CW.
BuddyTV  a classificou na posição  5  na lista TV's 100 Sexiest Women em 2014 e em maio de 2015, Patton classificou na posição 61 no Maxim Hot 100 List.
Ela ganhou notável sucesso e fama, seu patrimônio líquido estimado foi de cerca de 10 milhões de dólares.

### Televisão
| Ano       | Título                     | Papel                     |
| --------- | -------------------------- | ------------------------- |
| 2004      | The Young and the Restless | Robin                     |
| 2007      | The Bold and the Beautiful | Candy                     |
| 2008      | Sorority Forever           | Mercedes Muna             |
| 2008      | Casanovas                  | Atriz                     |
| 2009      | Entourage                  | Assistente de Dan Coakley |
| 2009      | Castle                     | Jovem Mulher              |
| 2009      | Heroes                     | Olivia                    |
| 2009      | Days of Our Lives          | Jill / Alicia             |
| 2010      | The Forgotten              | Kelly                     |
| 2010      | One Tree Hill              | Tanisha                   |
| 2010      | Grey's Anatomy             | Meg Waylon                |
| 2011      | Harry's Law                | Denise Raines             |
| 2011      | CSI: Miami                 | Wendy Gibson              |
| 2011      | Love Bites                 | Liz Beth                  |
| 2012      | Rizzoli & Isles            | Bernard Avery             |
| 2013      | The Game                   | Tori                      |
| 2014-2023 | The Flash                  | Iris West-Allen           |

### Cinema
| Ano  | Título                | Papel       |
| ---- | --------------------- | ----------- |
| 2011 | The Craigslist Killer | Kate        |
| 2012 | Commander and Chief   | Dana        |
| 2014 | The Guest             | Sgt. Halway |

### Internet
2008 - Sorority Forever - Mercedes Muna - 21 episodes
2015 - Con Man (Webserie) - Dr Chu Hua

## Prêmios e Nomeações
| Ano  | Prêmio             | Categoria                                     | Trabalho Nomeado | Resultado | Ref.  |
| ---- | ------------------ | --------------------------------------------- | ---------------- | --------- | ----- |
| 2015 | Teen Choice Awards | Choice TV: Breakout Star                      | 'The Flash'      | Nomeado   | [ 3 ] |
| 2015 | Teen Choice Awards | Choice TV: Chemistry shared with Grant Gustin | 'The Flash'      | Nomeado   | [ 3 ] |
| 2015 | Teen Choice Awards | Choice TV: Liplock shared with Grant Gustin   | 'The Flash'      | Nomeado   | [ 3 ] |
| 2016 | Teen Choice Awards | Choice TV: Chemistry shared with Grant Gustin | 'The Flash'      | Nomeado   |       |
| 2016 | Teen Choice Awards | Choice TV: Liplock shared with Grant Gustin   | 'The Flash'      | Nomeado   |       |
| 2017 | Saturn Awards      | Best Supporting Actress on Television         | 'The Flash'      | Pendente  | [ 4 ] |